# Асбах-Сикенберг
Асбах-Сикенберг (њем. Asbach-Sickenberg) општина је у њемачкој савезној држави Тирингија. Једно је од 89 општинских средишта округа Ајхсфелд. Према процјени из 2010. у општини је живјело 119 становника. Посједује регионалну шифру (AGS) 16061002.

## Географски и демографски подаци
Асбах-Сикенберг се налази у савезној држави Тирингија у округу Ајхсфелд. Општина се налази на надморској висини од 256 метара. Површина општине износи 9,8 km². У самом мјесту је, према процјени из 2010. године, живјело 119 становника. Просјечна густина становништва износи 12 становника/km².